# IFAF Europe Champions League 2014
Die IFAF Europe Champions League wurde in der Saison 2014 das erste Mal ausgerichtet und war eine Konkurrenzveranstaltung zur gleichzeitig von der EFAF ausgerichteten European Football League.

## Gruppenphase

### North
| Datum   | Kickoff | Heim                 | Ergebnis                        | Gast                 | Stadion                |
| ------- | ------- | -------------------- | ------------------------------- | -------------------- | ---------------------- |
| 3. Mai  | 13:00   | Carlstad Crusaders   | 34:24 (7:6, 14:11, 6:0, 7:7)    | Copenhagen Towers    | Tingvalla IP, Karlstad |
| 3. Mai  | 16:15   | Örebro Black Knights | 43:61 (7:21, 9:20, 14:7, 13:13) | Helsinki Roosters    | Behrn Arena, Örebro    |
| 17. Mai | 14:00   | Helsinki Roosters    | 42:30 (0:17, 14:0, 21:13, 7:0)  | Carlstad Crusaders   |                        |
| 17. Mai | 14:00   | Copenhagen Towers    | 20:30 (0:7, 14:7, 6:10, 0:6)    | Örebro Black Knights |                        |

|    | Verein             | Sp | Punkte | TD     | Diff. |
| -- | ------------------ | -- | ------ | ------ | ----- |
| 1. | Helsinki Roosters  | 2  | 4:0    | 103:73 | +30   |
| 2. | Carlstad Crusaders | 2  | 2:2    | 64:66  | −2    |
| 3. | Black Knights      | 2  | 2:2    | 73:81  | −8    |
| 4. | Copenhagen Towers  | 2  | 0:4    | 44:64  | −20   |

### West
| Datum     | Kickoff | Heim                 | Ergebnis                      | Gast                 | Stadion                                          |
| --------- | ------- | -------------------- | ----------------------------- | -------------------- | ------------------------------------------------ |
| 19. April | 20:00   | Elancourt Templiers  | 51:14 (3:0, 7:14, 28:0, 13:0) | London Blitz         | Complexe Sportif de l’Europe - Elancourt, Paris  |
| 4. Mai    | 15:00   | Nice Dauphins        | 21:6 (0:0, 14:0, 0:0, 7:6)    | L’Hospitalet Pioners | Stade des Arboras, Nizza                         |
| 17. Mai   | 15:00   | London Blitz         | 34:26 (13:7, 7:6, 7:7, 7:6)   | Nice Dauphins        | Finsbury Park, London                            |
| 17. Mai   | 17:00   | L’Hospitalet Pioners | 16:34 (7:7, 0:7, 3:14, 6:6)   | Elancourt Templiers  | Complex Municipal Hospitalet Nord, L' Hospitalet |

|    | Verein               | Sp | Punkte | TD     | Diff. |
| -- | -------------------- | -- | ------ | ------ | ----- |
| 1. | Elancourt Templiers  | 2  | 4:0    | 111:23 | +88   |
| 2. | London Blitz         | 2  | 2:2    | 41:103 | −62   |
| 3. | Nice Dauphins        | 2  | 2:2    | 47:40  | +7    |
| 4  | L’Hospitalet Pioners | 2  | 0:4    | 22:55  | −33   |

### East
| Datum   | Kickoff | Heim           | Ergebnis                    | Gast             | Stadion                        |
| ------- | ------- | -------------- | --------------------------- | ---------------- | ------------------------------ |
| 18. Mai | 15:00   | Beograd Vukovi | 39:8 (6:0, 18:0, 15:0, 0:8) | Boğaziçi Sultans | Stadium Ada Ciganlija, Belgrad |

### South
| Datum     | Kickoff | Heim                  | Ergebnis                      | Gast                  | Stadion             |
| --------- | ------- | --------------------- | ----------------------------- | --------------------- | ------------------- |
| 12. April | 18:00   | Thonon Black Panthers | 77:6 (28:0, 21:0, 14:0, 14:6) | Hohenems Blue Devils  | Stade Joseph Moynat |
| 18. Mai   | 15:00   | Parma Panthers        | 41:45 (7:20, 20:7, 7:3, 7:15) | Thonon Black Panthers |                     |
| 29. Mai   |         | Hohenems Blue Devils  | abgesagt                      | Parma Panthers        |                     |

|    | Verein                | Sp | Punkte | TD     | Diff. |
| -- | --------------------- | -- | ------ | ------ | ----- |
| 1. | Thonon Black Panthers | 2  | 4:0    | 122:47 | +75   |
| 2. | Parma Panthers        | 1  | 0:2    | 41:45  | −4    |
| 3. | Hohenems Blue Devils  | 1  | 0:2    | 6:77   | −71   |

## Final Four
Zwischen dem 11. Juli 2014 und dem 13. Juli 2014 fanden in Élancourt die Final Fours statt, bei welchen in zwei Halbfinalen die Finalteilnehmer bestimmt wurden.

|  | Halbfinale            | Halbfinale    |                |                   | Finale        | Finale        |
|  |                       |               |                |                   |               |               |
|  | 11. Juli 2014         |               |                |                   |               |               |
|  | Thonon Black Panthers | 7             |                |                   |               |               |
|  | Vukovi Beograd        | 19            |                |                   | 13. Juli 2014 | 13. Juli 2014 |
|  |                       |               | Vukovi Beograd | 29                |               |               |
|  | 11. Juli 2014         | 11. Juli 2014 |                | Helsinki Roosters | 36            |               |
|  | Elancourt Templiers   | 37            |                |                   |               |               |
|  | Helsinki Roosters     | 44            |                |                   |               |               |
|  |                       |               |                |                   |               |               |